# Daniel Guérin
Daniel Guérin (ur. 19 maja 1904 w Paryżu, zm. 14 kwietnia 1988 w Suresnes) – francuski anarchista, komunista i trockista; pisarz, autor dzieła L'Anarchisme (wyd. 1965) oraz Ni Dieu ni Maître (wyd. 1970) – czterotomowej antologii anarchizmu.

## Życiorys
Pochodził z mieszczańskiej rodziny, do której (szczególnie wobec ojca) zachowywał ambiwalentny stosunek. Mimo iż ożenił się w 1934, a w 1936 urodziła mu się córka, wykazywał skłonności homoseksualne, do których przyznał się publicznie pod koniec lat 60.
Już w młodości zaangażował się politycznie po stronie ruchu anarchosyndykalistycznego i czasopisma La Révolution prolétarienne. W 1926 zerwał kontakty z rodziną i wyjechał za granicę. W latach 1927–1929 przebywał w Libanie a potem do 1930 w Indochinach, gdzie rozwijał działalność jako przeciwnik kolonializmu. W 1932 przystąpił do Powszechnej Organizacji Pracy – CGT. W połowie lat 30. działał w Gauche Révolutionnaire Marceau Piverta oraz SFIO – francuskim oddziale Międzynarodówki Robotniczej. Po wystąpieniu ze SFIO kierował nowo – powstałą Parti Socialiste Ouvrier et Paysan (PSOP) i zbliżył się do trockistów.
Przebywał również w Niemczech w czasie przejęcia władzy przez Hitlera. Na podstawie obserwacji tam poczynionych napisał pierwszą książkę: Fascisme et grand capital. We wrześniu 1939 znajdował się w Norwegii i tam – po wkroczeniu Wehrmachtu w 1940 – został aresztowany. W 1942 wypuszczono go do Francji. Po wojnie wyjechał do USA, gdzie pozostał do 1949. Napisał wówczas kolejną książkę: Où va le peuple américain ?.
Poparł protest studencki w roku 1968, po którym zaangażował się w ruch LGBT. Napisał m.in. Homosexualité et révolution (wyd. 1983). Interesował się rewolucją francuską oraz biografią Róży Luksemburg.